# Botswana aux Jeux olympiques d'été de 2008
Le Botswana participe aux Jeux olympiques d'été de 2008 à Pékin.

## Athlétisme
- Onalenna Baloyi
- Ndabili Bashingili
- Gable Garenamotse
- Fanuel Kenosi
- Kabelo Kgosiemang
- Gakologelwang Masheto
- Amantle Montsho

### Hommes
| Épreuve          | Athlète           | Séries       | Séries | Quarts de finale | Quarts de finale | Demi-finales | Demi-finales | Finale   | Finale |
| Épreuve          | Athlète           | Résultat     | Rang   | Résultat         | Rang             | Résultat     | Rang         | Résultat | Rang   |
| ---------------- | ----------------- | ------------ | ------ | ---------------- | ---------------- | ------------ | ------------ | -------- | ------ |
| 200 mètres       | Fanuel Kenosi     | 21.09        | 5e     | -                | -                | -            | -            | -        | -      |
| 400 mètres       | California Molefe | N.P          | /      | -                | -                | -            | -            | -        | -      |
| 800 mètres       | Onalenna Baloyi   | 1min 47 s 49 | 4e     | -                | -                | -            | -            | -        | -      |
| Saut en longueur | Gable Garenamotse | 7,95m        | 7e Q   | NC               | NC               | NC           | NC           | 7,85m    | 8e     |
| Saut en hauteur  | Kabelo Kgosiemang | 2,20m        | 13e    | -                | -                | -            | -            | -        | -      |

### Femmes
| Épreuve    | Athlète         | Séries   | Séries | Quarts de finale | Quarts de finale | Demi-finales | Demi-finales | Finale   | Finale |
| Épreuve    | Athlète         | Résultat | Rang   | Résultat         | Rang             | Résultat     | Rang         | Résultat | Rang   |
| ---------- | --------------- | -------- | ------ | ---------------- | ---------------- | ------------ | ------------ | -------- | ------ |
| 400 mètres | Amantle Montsho | 50.91    | 2e Q   | NC               | NC               | 50.54        | 2e Q         | 51.18    | 8e     |

## Boxe
- Khumiso Ikgopoleng
- Thato Batshegi

| Athlète            | Catégorie            | 16e de finale       | 8e de finale           | Quart de finale          | Demi-finale         | Finale              |
| Athlète            | Catégorie            | Adversaire Résultat | Adversaire Résultat    | Adversaire Résultat      | Adversaire Résultat | Adversaire Résultat |
| ------------------ | -------------------- | ------------------- | ---------------------- | ------------------------ | ------------------- | ------------------- |
| Khumiso Ikgopoleng | Poids coqs (-54Kg)   | Boyd Victoire 18-8  | Mesbahi Victoire RSCI4 | Badar-Uugan Défaite 2-15 | -                   | -                   |
| Thato Batshegi     | Poids plumes (-57Kg) | Izoria Défaite 4-14 | -                      | -                        | -                   | -                   |

## Natation
- John Kamyuka
- Samantha Paxinos

| Athlète      | Épreuve         | Séries  | Séries | Demi-finales | Demi-finales | Finale  | Finale  |
| Athlète      | Épreuve         | Temps   | Rang   | Temps        | Rang         | Temps   | Rang    |
| ------------ | --------------- | ------- | ------ | ------------ | ------------ | ------- | ------- |
| John Kamyuka | 50 m nage libre | 25 s 54 | 6e     | Eliminé      | Eliminé      | Eliminé | Eliminé |

| Athlète          | Épreuve         | Séries  | Séries | Demi-finales | Demi-finales | Finale   | Finale   |
| Athlète          | Épreuve         | Temps   | Rang   | Temps        | Rang         | Temps    | Rang     |
| ---------------- | --------------- | ------- | ------ | ------------ | ------------ | -------- | -------- |
| Samantha Paxinos | 50 m nage libre | 29 s 91 | 2e     | Éliminée     | Éliminée     | Éliminée | Éliminée |

## Liste des médaillés

### Médailles d'Or
| Sport            | Discipline | Sportifs | Performance |
| Médailles d'or : |            |          |             |

### Médailles d'Argent
| Sport                | Discipline | Sportifs | Performance |
| Médailles d'argent : |            |          |             |

### Médailles de Bronze
| Sport                 | Discipline | Sportifs | Performance |
| Médailles de bronze : |            |          |             |